# Писарчук Микола Олексійович
Мико́ла Олексі́йович Писарчу́к (1923, Кам'янець-Подільський) — український і грузинський (абхазький) художник.

## Біографічні відомості
Микола Писарчук рано зостався без батьків. Виховувався у дитячому будинку. З перших днів війни з німцями добровольцем пішов на фронт, був розвідником. 1943 року після важкого поранення Писарчука повністю комісовано. Поранення в груди та хребет були настільки серйозними, що лікарі рекомендували Писарчуку повний спокій і радили переїхати на південь.
1955 року переїхав до Абхазії, спочатку жив у Гаграх, потім у Сухумі. У Гаграх брав уроки художньої майстерності в художника Симонова. Перша виставка відбулася 1958 року в Сухумі у фоє колишнього кінотеатру «Апсни».
Закінчив заочний університет культури імені Надії Крупської. Майстер ліричного пейзажу.
Наслідком співпраці Писарчука з Абхазьким державним музеєм стала велика серія картин з етнографічним змістом. 1986 року в Сухумі відбулася персональна виставка картин художника.